# Tempête tropicale Sara (2024)
La tempête tropicale Sara était la dix-huitième tempête nommée de la saison cyclonique 2024 dans l'océan Atlantique nord. Elle s'est développée à partir d'une perturbation au-dessus du centre de la mer des Caraïbes qui s'est transformée en dépression tropicale tôt le 14 novembre et s'est renforcée en tempête tropicale plus tard en journée. Le lendemain, la tempête a atteint l'est du Honduras dont il a lentement longée la côte nord. Le matin du 17 novembre, Sara a touché terre près de Dangriga, au Belize. Une fois à l'intérieur des terres, la tempête s'est affaiblie rapidement et a dégénéré en une dépression résiduelle au-dessus de la péninsule du Yucatán au Mexique le 18.
Bien que faible sont déplacement lent a permis de déverser des quantités exceptionnelles de pluie sur les pays touchés, provoquant de graves inondations au Honduras, du Belize, du Salvador, de l'est du Guatemala, de l'ouest du Nicaragua et les États mexicains de la péninsule du Yucatán. Au 18 novembre les autorités rapportaient au moins 11 décès et 1 disparu.

## Évolution météorologique

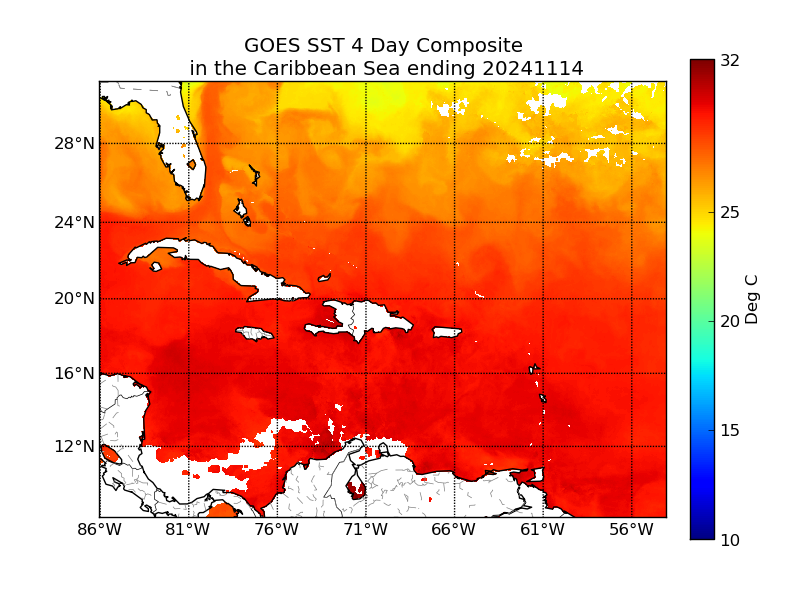
Température de surface de la mer des Caraïbes de ou plus à la formation de Sara.

Le 11 novembre, une zone dépressionnaire, associée à une onde tropicale, s'est formée au sud d'Hispaniola sur le centre de la mer des Caraïbes. Le système s'est déplacé généralement vers l'ouest en direction de l'Amérique centrale et le NHC a noté la forte possibilité de développement tropical en raison des conditions environnementales favorables. Bien que sa circulation de bas niveau soit restée large et pris une forme allongée dans l'après-midi du 13 novembre, le NHC l'a désigné cyclone tropical potentiel Dix-neuf et lancé des alertes cycloniques pour l'Amérique centrale.
Le 14 à 12 h UTC, le système est rehaussé à dépression tropicale à 150 km au nord-est du cap Gracias a Dios, puis à tempête tropicale Sara à 18 h UTC. Elle s'est ensuite dirigée vers l'ouest, son centre longeant la côte du Honduras et déversant des pluies torrentielles sur le pays. Sara est devenu quasi-stationnaire au-dessus des Îles de la Baie le 15 novembre en mi-journée. Le 16 en après-midi, le système a recommencé à se déplacer lentement vers le Belize, poursuivant ses pluies diluviennes sur l'ouest du Honduras, le Guatemala et le Belize mais faiblissant lentement.
Vers 14 h UTC le 17, la tempête a touché la côte à environ 50 km au sud de Belize City, près de Dangriga, et est entrée dans les terres. À 18 h UTC, le NHC l'a reclassée dépression tropicale près de la frontière avec le Guatemala et le Mexique. Finalement, à 9 h UTC le 18, le NHC a émis son dernier bulletin pour le système en dissipation après être passé au-dessus de la péninsule du Yucatán et ressortant comme un creux barométrique sur la baie de Campêche. Il est cependant précisé que l'humidité résiduelle serait absorbée par système frontal venant du continent et contribuerait à de fortes précipitations le long la côte nord du Golfe du Mexique au cours des jours suivants.

## Préparatifs
Le 13 novembre, les gouvernements du Honduras et du Nicaragua ont émis des alertes d'ouragan et des avertissements de tempête tropicale pour la côte nord-est du Honduras et du Nicaragua. Le Guatemala et le Belize ont été placées sous alerte de tempête tropicale. Le président du Honduras, Xiomara Castro, a déclaré l'état d'urgence dans le pays avec 6 départements placés en alerte rouge et quatre en alerte jaune,. Les aéroports internationaux de Golosón et Juan Manuel Gálvez au Honduras ont été fermés. Environ 4000 Honduriens ont été déplacés vers des abris.
Le Bureau national de gestion des urgences du gouvernement du Belize a activé ses comités de district. L'aéroport international Philip S. W. Goldson a été fermé et 650 personnes de Middle Caye sont parties vers le continent. Les transports publics de la ville de San Pedro ont été suspendus.

## Conséquences
| Pays                   | Morts | Dommages |
| ---------------------- | ----- | -------- |
| République dominicaine | 2     | N/D      |
| Haïti                  | 1     | N/D      |
| Nicaragua              | 2     | N/D      |
| Honduras               | 6     | N/D      |
| Total                  | 11    | N/D      |

### Belize et Guatemala
Au Belize, Caye Ambergris a connu des inondations et une érosion des plages à cause de Sara. Le centre-ville de San Ignacio a été inondé. L'approvisionnement en eau potable au Guatemala a été interrompu.

### Hispaniola
La perturbation précédent la formation de Sara a provoqué des inondations en République dominicaine, entraînant l'évacuation de 1 767 personnes, l'isolement de 54 communautés, la destruction de deux maisons et le bris de 487 autres. Deux pêcheurs ont été portés disparus et ont été retrouvés morts plus tard près de Sabana de la Mar, Hato Mayor. Les inondations ont également touché le sud d'Haïti, tuant une personne, faisant deux disparus et endommageant 3 554 maisons dans le département du Sud.

### Honduras
Le matin du 17 novembre, le gouvernement du Honduras a rapporté que des accumulations de pluie allant jusqu'à 40 pouces (1 016 mm) ont été reçues par endroits. Des inondations catastrophiques et des coulées de boue ont été rapportées. Plus de 251 communautés ont été isolées. Le pont Saopin à La Ceiba s'est effondré à cause des inondations de la rivière Cangrejal. Un pont piétonnier sur la rivière Bermejo s'est effondré à San Pedro Sula. Les rivières Ulúa et Chamelecón ont grossi, se rapprochant des zones peuplées.
Trois personnes ont été secourues dans le département de Gracias a Dios. Un homme s'est noyé dans le département de Yoro. Un accident de la circulation s'est produit à Santa Cruz de Yojoa, tuant une autre personne. Dans tout le pays, plus de 200 maisons ont été détruites et 3 200 autres ont été endommagées, les terres agricoles ont également été particulièrement touchées et les autorités rapportent 123 273 sinistrées,. Au 20 novembre, les autorités rapportaient six morts par noyade et une personne manquante.

### Nicaragua, Mexique et Salvador
Deux personnes ont été tuées au Nicaragua : une à San Francisco de Cuapa et une autre à Estelí. Plus de 1 800 maisons et six écoles ont été inondées, dont trois ont été détruites, affectant 5 000 personnes,,
À Chetumal au Mexique, Sara a provoqué d'importantes inondations et des dégâts. Des vents violents ont arraché les toits des maisons, dont certains avaient été réinstallés par des camions avant l'arrivée de la tempête. Les déchets se sont accumulés dans les rues de Chetumal à cause des inondations provoquées par le débordement des égouts.
Les inondations ont causé des dégâts agricoles au Salvador.

## Controverse
Le 12 novembre, la société privée de prévisions météorologiques AccuWeather a prédit que Sara deviendrait un ouragan majeur de catégorie 3 et toucherait terre en Floride en tant qu'ouragan de catégorie 2 dans l'échelle de Saffir-Simpson. Cette prévision a ensuite été republiée par plusieurs médias, dont le Pensacola News Journal (en), Newsweek, USA Today et People, qui ont alarmé la population du sud-est des États-Unis déjà très touchée par les ouragans en 2024,,,. Cependant les prévisions officielles du National Hurricane Center, n'ont jamais prévu rien de tel selon une comparaison faite par le Pensacola News Journal 2 jours plus tard. 
Une fois le système dissipé le 18 novembre, plusieurs météorologues ont critiqué les prévisions d'AccuWeather puisque Sara n'a même pas 
dépassé le stade de tempête tropicale et n'a jamais menacé la Floride. L'un deux a déclaré que la prévision était imprudente et irresponsable, lancée trop tôt alors que les prévisions étaient encore très incertaines et avant que le NHC ne publie ses prévisions officielles,. Au autre, a déclaré qu'Accuweather était apparemment plus orienté vers l'obtention de clics sur son site que l'analyse prudente correspondant à la science.